# 44 Cassiopeiae
44 Cassiopeiae är en blåvit jättestjärna i stjärnbilden Cassiopeja. Stjärnan har visuell magnitud +5,76 och är synlig vid god seeing. 44 Cas befinner sig på ett avstånd av ungefär 1045 ljusår.